# Corallium porcellanum
Corallium porcellanum är en korallart som beskrevs av Fedor Aleksandrovich Pasternak 1981. Corallium porcellanum ingår i släktet Corallium och familjen Coralliidae. Inga underarter finns listade i Catalogue of Life.